# Pandanus kimlangii
Pandanus kimlangii là một loài thực vật có hoa trong họ Dứa dại. Loài này được Callm. & Laivao mô tả khoa học đầu tiên năm 2002.